# Geldwechselautomat

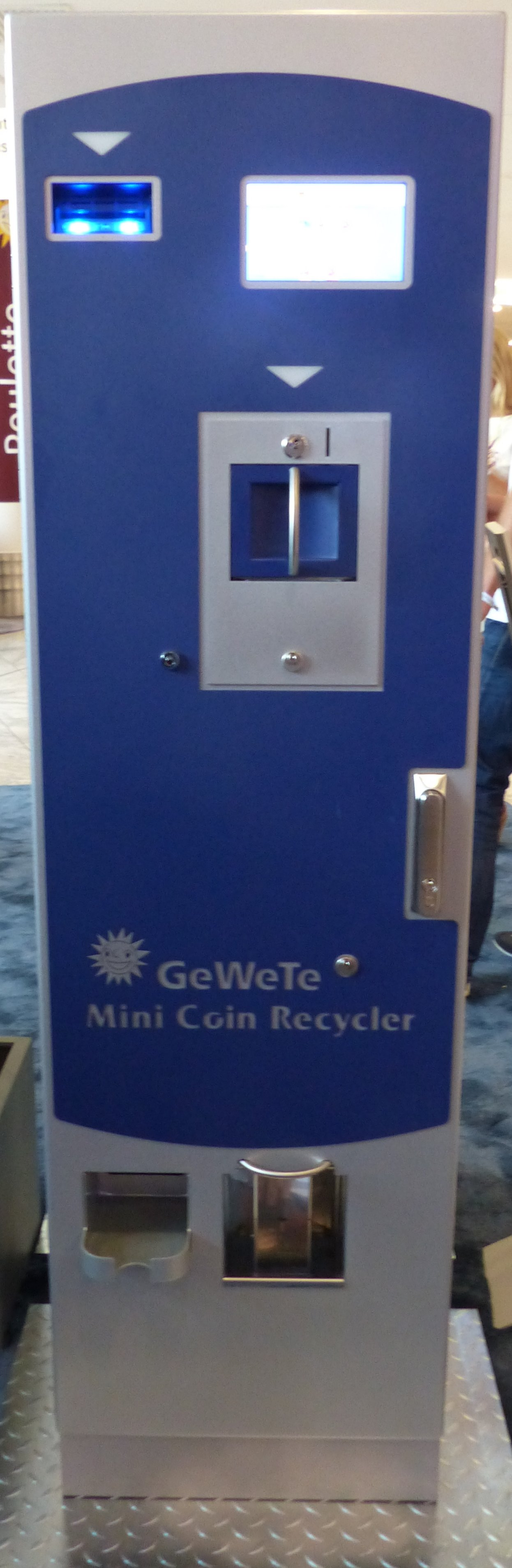
Wechsler für Banknoten in Münzen und umgekehrt

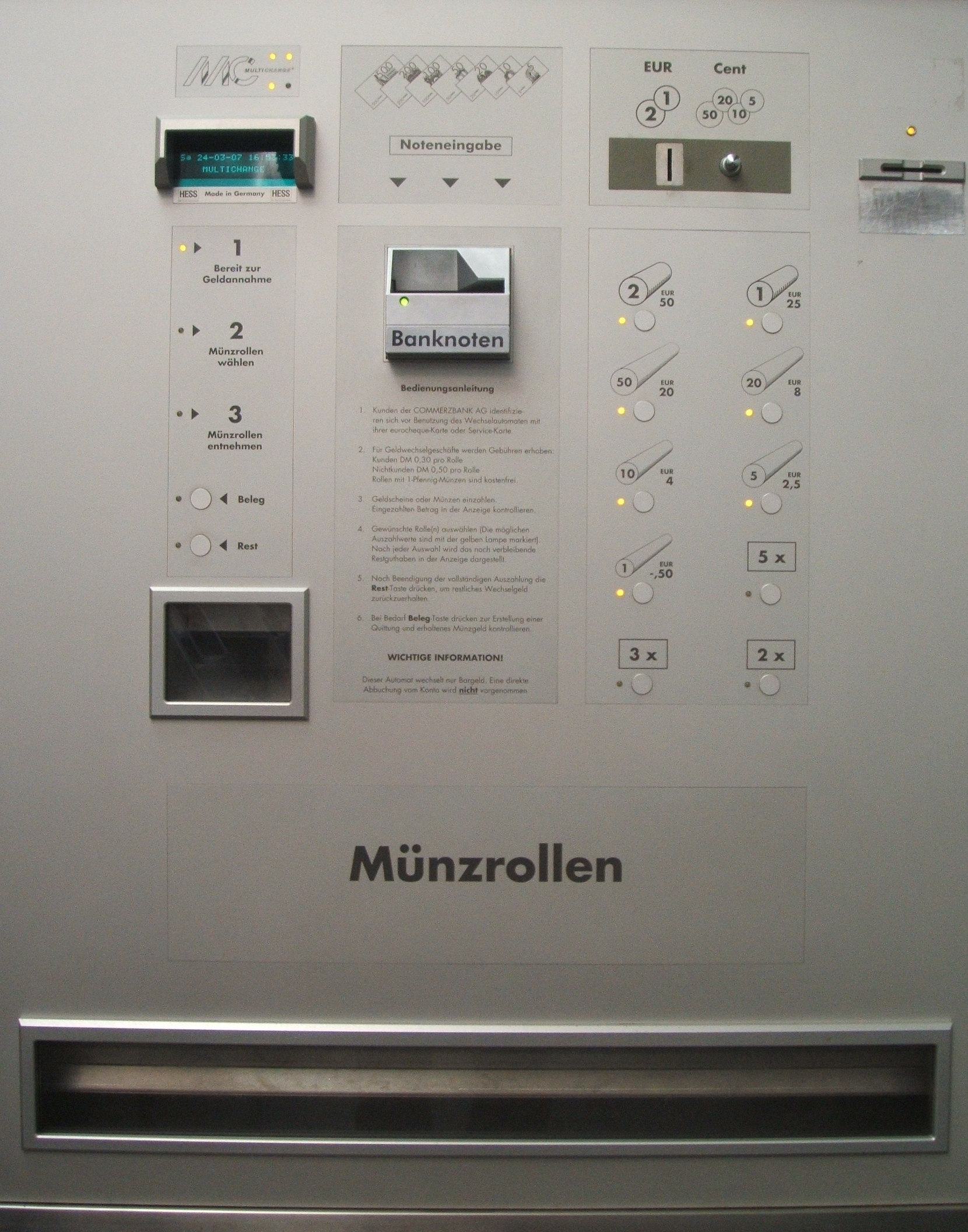
Münzrollengeber

Ein Geldwechselautomat ist ein Automat, welcher Bargeld annimmt und in anderer Form bar ausgibt. Dabei kann vom Betreiber ein Entgelt erhoben werden.

## Währungswechsler
Ein Währungswechsler wechselt in der Regel ausländische Banknoten in inländische Währung.
Einen Währungwechsler findet man oft im Bereich von Bahnhöfen und Flughäfen. Er soll garantieren, dass auch außerhalb der Banköffnungszeiten dem Kunden zu jedem Zeitpunkt benötigtes inländisches Bargeld zur Verfügung gestellt werden kann. Der Automat erkennt die in den Banknotenprüfer eingeführte Währung und hat über eine Standleitung Zugriff auf die Wechselkurse. Er zahlt die inländische Währung entsprechend dem aktuellen Wechselkurs aus.
International akzeptierte Bankkarten und Geldautomaten haben Währungswechsler weitgehend verdrängt. Im Geltungsbereich des Euro ist der Bedarf zusätzlich gesunken.

## Münzwechselautomat
Einen Münzwechselautomat findet man außerhalb des Servicebereichs von Banken meist begleitend zu anderen Automaten, die selbst keine Banknoten akzeptieren (beispielsweise in Parkhäusern, Kantinen und Spielhallen). In diesem Fall dient der Münzwechselautomat dazu, inländische Banknoten in Münzen zu wechseln. Seltener, nämlich nur in Spielkasinos und Spielhallen, zu finden sind Geldwechselautomaten, die auch Münzen in Banknoten wechseln. Mit solchen Automaten können die von Spielautomaten in Münzen ausgezahlten Gewinne in Banknoten „zurückgewechselt“ werden.

## Münzrollengeber
Einen Münzrollengeber findet man in der Regel innerhalb des Servicebereichs von Banken. Er dient dazu, Münzrollen oder Einzelmünzen zu verkaufen. Der Bankkunde wählt über ein Display die gewünschten Münzrollen und Einzelmünzen aus und bezahlt den Gegenwert mit Bargeld oder seiner Bankkarte.

## Automat zum Verkauf oder zur Rücknahme von Geldsurrogaten

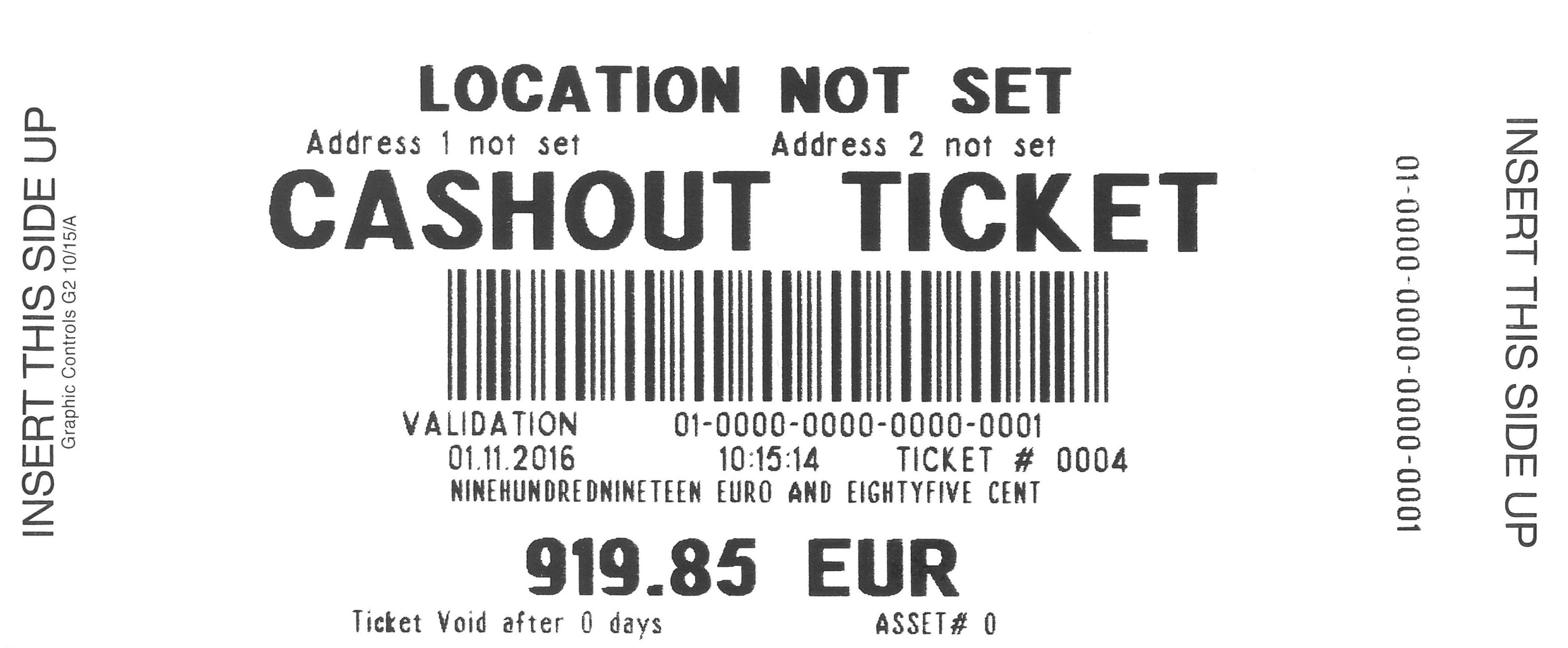
Cashout-Ticket (Muster), wie es in Spielbanken verwendet wird

Technisch ähnlich wie Geldwechselautomat funktioniert ein Automat zum Verkauf oder zur Rücknahme von Wertmarken, Jetons, Verzehrbons, Wertgutscheinen, Chipkarten und anderen Ersatzzahlungsmitteln, die als Geldsurrogate in bestimmten Einrichtungen oder an speziellen Waren- und Dienstleistungsautomaten akzeptiert werden. Beispiele für Anwendungsbereiche sind Kantinen, Autowaschanlagen, SB-Waschsalons und Spielbanken.

## Technik
Die Steuerung moderner Geldwechselautomaten erfolgt durch Mikrocontroller, auch dezentral in den zur Verarbeitung von Münzen und Banknoten bestimmten Komponenten (z. B. Münzprüfer), oder im Fall von Bildschirm- und Touchscreen-bedienten Automaten meist PC-basiert.